# Pingasa hypoxantha
Pingasa hypoxantha là một loài bướm đêm trong họ Geometridae.